# Tournoi de tennis de Nice
Le tournoi de Nice (Alpes-Maritimes, France) également connu comme Open de Nice Côte d'Azur est un tournoi de tennis masculin du circuit professionnel ATP. Il a été disputé annuellement de 1895 à 1995, puis de 2010 à 2016, principalement au mois d'avril sur les courts en terre battue du Nice Lawn Tennis Club.

## Historique

### Période amateure
Le premier président du club, Henry Salisbury, organise un tournoi en 1895. Disputée habituellement au mois de février ou mars, cette compétition deviendra rapidement un rendez-vous incontournable sur la Côte d'Azur pour les meilleurs joueurs européens au même titre que le tournoi de Monte-Carlo ou celui de l'Hôtel Beau-Site de Cannes. Les premières éditions comportent alors un tableau de simple messieurs, de simple dames, de double messieurs, ainsi que des épreuves handicaps. Le tournoi, alors connu sous le nom de Championnat du Sud de la France ou South of France Championships,, acquiert une réputation internationale dès le début du XXe siècle grâce à la présence des meilleures raquettes d'Angleterre. 
Parallèlement, le tournoi du Nice Lawn Tennis Club se dispute. Jusqu'en 1922, le tournoi était organisé sur les courts de la place Mozart dans le quartier des Musiciens, dont le club a été fondé en 1890. Lors des années folles, un troisième tournoi, les Championnats de la Ville de Nice, se tient. Tout au long de cette période des tournois se tiennent également sporadiquement tels le Tournoi du Nouvel An ou les Championnats Régionaux de Côte d'Azur (en alternance avec Cannes pour ce dernier).

### Période professionnelle

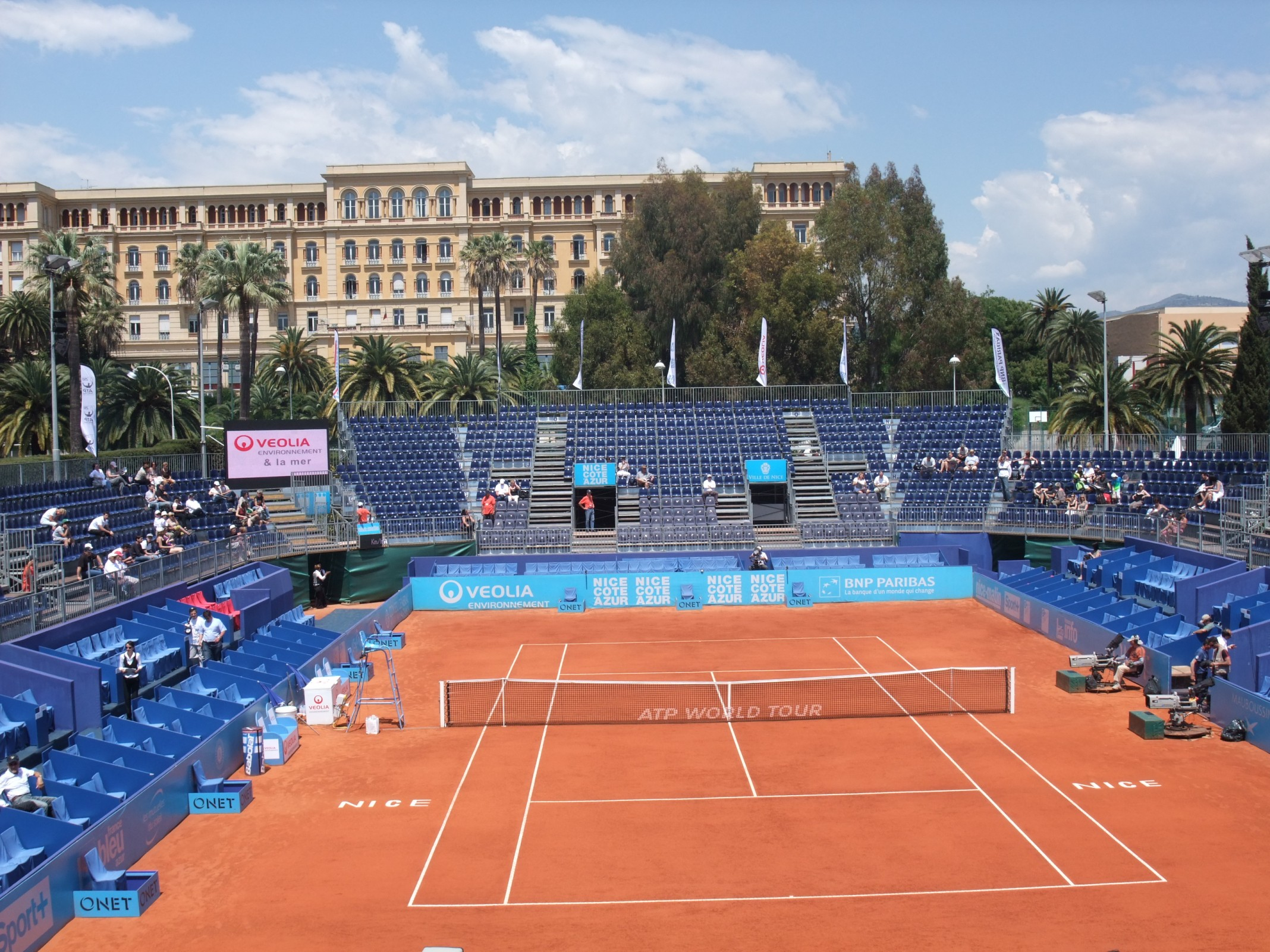
Court central

Le tournoi masculin a fait partie du circuit Grand Prix dès 1971 et s'est tenu jusqu'en 1995. Le tournoi quitte le calendrier en 1996 à la suite du retrait des sponsors Philips et IBM. Les organisateurs Dominique Bedel et Pascal Portes cèdent leurs droits à des Américains qui créent un tournoi à New Delhi et qui deviendra l'Open de Chennai. Un tournoi de la catégorie Challenger s'est tenu à Nice en 1998 et 1999. Après quinze ans d'interruption, l'ATP annonce en novembre 2009 la reprise du tournoi dès la saison suivante, en remplacement du tournoi de Kitzbühel, soit la semaine précédant les Internationaux de France. En 2017, l'Open de Nice est déplacé à Lyon, qui revient au calendrier après sa dernière édition en 2009.
Organisé conjointement au tournoi masculin, l'épreuve féminine a disparu au début des années 1970. Depuis, deux éditions faisant partie du circuit WTA Tour se sont déroulées à Nice, en 1988 et en 2001.

## Palmarès masculin professionnel

### Simple
| No | Date       | Nom et lieu du tournoi                              | Catégorie       | Dotation  | Surface      | Vainqueur           | Finaliste              | Score                     |         |
| -- | ---------- | --------------------------------------------------- | --------------- | --------- | ------------ | ------------------- | ---------------------- | ------------------------- | ------- |
| 1  | 01-04-1971 | Nice International, Nice                            | GP World Series | 12 500 $  | Terre (ext.) | Ilie Năstase        | Jan Kodeš              | 10-8, 11-9, 6-1           |         |
| 2  | 17-04-1972 | International Championships, Nice                   | GP World Series | 30 000 $  | Terre (ext.) | Ilie Năstase        | Jan Kodeš              | 6-0, 6-4, 6-3             |         |
| 3  | 15-04-1973 | Craven Nice, Nice                                   | GP World Series | 20 000 $  | Terre (ext.) | Manuel Orantes      | Adriano Panatta        | 7-6, 5-7, 4-6, 7-6, 12-10 |         |
| -  | 01-04-1974 | , Nice                                              |                 | NC $      | Terre (ext.) | François Jauffret   | Jean-François Caujolle | 6-4, 6-3                  |         |
| 4  | 28-04-1975 | Nice International Championships, Nice              | GP World Series | 25 000 $  | Terre (ext.) | Dick Crealy         | Iván Molina            | 7-6, 6-4, 6-3             |         |
| 5  | 05-04-1976 | Nice International Championships, Nice              | GP World Series | 30 000 $  | Terre (ext.) | Corrado Barazzutti  | Jan Kodeš              | 6-2, 2-6, 5-7, 7-6, 8-6   |         |
| 6  | 28-03-1977 | Nice International, Nice                            | GP World Series | 50 000 $  | Terre (ext.) | Björn Borg          | Guillermo Vilas        | 6-4, 1-6, 6-2, 6-0        |         |
| 7  | 17-04-1978 | Montano-Snauwaert International Championships, Nice | GP World Series | 50 000 $  | Terre (ext.) | José Higueras       | Yannick Noah           | 6-3, 6-4, 6-4             |         |
| 8  | 02-04-1979 | Nice International, Nice                            | GP World Series | 50 000 $  | Terre (ext.) | Víctor Pecci        | John Alexander         | 6-3, 6-2, 7-5             |         |
| 9  | 24-03-1980 | International Open Championships of Nice, Nice      | GP World Series | 50 000 $  | Terre (ext.) | Björn Borg          | Manuel Orantes         | 6-2, 6-0, 6-1             |         |
| 10 | 06-04-1981 | Donnay Open, Nice                                   | GP World Series | 50 000 $  | Terre (ext.) | Yannick Noah        | Mario Martínez         | 6-4, 6-2                  |         |
| 11 | 29-03-1982 | Tournoi International de la Ville de Nice, Nice     | GP World Series | 75 000 $  | Terre (ext.) | Balázs Taróczy      | Yannick Noah           | 6-2, 3-6, 13-11           |         |
| 12 | 21-03-1983 | Tournoi International de la Ville de Nice, Nice     | GP World Series | 75 000 $  | Terre (ext.) | Henrik Sundström    | Manuel Orantes         | 7-5, 4-6, 6-3             |         |
| 13 | 09-04-1984 | International Open Championships, Nice, Nice        | GP World Series | 75 000 $  | Terre (ext.) | Andrés Gómez        | Henrik Sundström       | 6-1, 6-4                  |         |
| 14 | 08-04-1985 | Nice International Open, Nice                       | GP World Series | 80 000 $  | Terre (ext.) | Henri Leconte       | Víctor Pecci           | 6-4, 6-4                  |         |
| 15 | 14-04-1986 | International Open Championships of Nice, Nice      | GP World Series | 85 000 $  | Terre (ext.) | Emilio Sánchez      | Paul McNamee           | 6-1, 6-3                  |         |
| 16 | 13-04-1987 | Nice International Open, Nice                       | GP World Series | 89 400 $  | Terre (ext.) | Kent Carlsson       | Emilio Sánchez         | 7-6, 6-3                  |         |
| 17 | 11-04-1988 | Swatch Open, Nice                                   | GP World Series | 115 000 $ | Terre (ext.) | Henri Leconte       | Jérôme Potier          | 6-2, 6-2                  |         |
| 18 | 17-04-1989 | Swatch Open, Nice                                   | GP World Series | 140 000 $ | Terre (ext.) | Andrei Chesnokov    | Jérôme Potier          | 6-4, 6-4                  |         |
| 19 | 16-04-1990 | Philips Open, Nice                                  | World Series    | 225 000 $ | Terre (ext.) | Juan Aguilera       | Guy Forget             | 2-6, 6-3, 6-4             |         |
| 20 | 15-04-1991 | Philips Open, Nice                                  | World Series    | 225 000 $ | Terre (ext.) | Martín Jaite        | Goran Prpić            | 3-6, 7-6, 6-3             |         |
| 21 | 13-04-1992 | Philips Open, Nice                                  | World Series    | 235 000 $ | Terre (ext.) | Gabriel Markus      | Javier Sánchez         | 6-4, 6-4                  |         |
| 22 | 12-04-1993 | Philips Open, Nice                                  | World Series    | 275 000 $ | Terre (ext.) | Marc-Kevin Goellner | Ivan Lendl             | 1-6, 6-4, 6-2             |         |
| 23 | 11-04-1994 | Philips Open, Nice                                  | World Series    | 288 750 $ | Terre (ext.) | Alberto Berasategui | Jim Courier            | 6-4, 6-2                  |         |
| 24 | 17-04-1995 | World Series Philips Open, Nice                     | World Series    | 303 000 $ | Terre (ext.) | Marc Rosset         | Ievgueni Kafelnikov    | 6-4, 6-0                  |         |
| -  | 13-04-1998 | BPCA Open de Nice, Nice                             | Challenger      | 100 000 $ | Terre (ext.) | Mariano Puerta      | Arnaud Di Pasquale     | 64-7, 6-4, 6-4            |         |
| -  | 12-04-1999 | Open de Nice, Nice                                  | Challenger      | 100 000 $ | Terre (ext.) | Gastón Gaudio       | Jacobo Díaz            | 6-2, 6-3                  |         |
| 27 | 16-05-2010 | Open de Nice Côte d'Azur, Nice                      | ATP 250         | 398 250 € | Terre (ext.) | Richard Gasquet     | Fernando Verdasco      | 6-3, 5-7, 7-65            | Tableau |
| 28 | 15-05-2011 | Open de Nice Côte d'Azur, Nice                      | ATP 250         | 398 250 € | Terre (ext.) | Nicolás Almagro     | Victor Hănescu         | 6-75, 6-3, 6-3            | Tableau |
| 29 | 20-05-2012 | Open de Nice Côte d'Azur, Nice                      | ATP 250         | 398 250 € | Terre (ext.) | Nicolás Almagro     | Brian Baker            | 6-3, 6-2                  | Tableau |
| 30 | 19-05-2013 | Open de Nice Côte d'Azur, Nice                      | ATP 250         | 410 200 € | Terre (ext.) | Albert Montañés     | Gaël Monfils           | 6-0, 7-63                 | Tableau |
| 31 | 19-05-2014 | Open de Nice Côte d'Azur, Nice                      | ATP 250         | 426 605 € | Terre (ext.) | Ernests Gulbis      | Federico Delbonis      | 6-1, 7-65                 | Tableau |
| 32 | 17-05-2015 | Open de Nice Côte d'Azur, Nice                      | ATP 250         | 439 405 € | Terre (ext.) | Dominic Thiem       | Leonardo Mayer         | 6-78, 7-5, 7-62           | Tableau |
| 33 | 15-05-2016 | Open de Nice Côte d'Azur, Nice                      | ATP 250         | 463 520 € | Terre (ext.) | Dominic Thiem       | Alexander Zverev       | 6-4, 3-6, 6-0             | Tableau |

### Double
| No | Date       | Nom et lieu du tournoi                              | Catégorie       | Dotation  | Surface      | Vainqueurs                          | Finalistes                         | Score             |         |
| -- | ---------- | --------------------------------------------------- | --------------- | --------- | ------------ | ----------------------------------- | ---------------------------------- | ----------------- | ------- |
| 1  | 29-03-1971 | Nice International, Nice                            | GP World Series | 12 500 $  | Terre (ext.) | Ilie Năstase Ion Țiriac             | Pierre Barthès François Jauffret   | 6-3, 6-3          |         |
| 2  | 17-04-1972 | International Championships, Nice                   | GP World Series | 30 000 $  | Terre (ext.) | Jan Kodeš Stan Smith                | Frew McMillan Ilie Năstase         | 6-3, 3-6, 7-5     |         |
| 3  | 05-05-1975 | Nice International Championships, Nice              | GP World Series | 25 000 $  | Terre (ext.) | Marcello Lara Joaquín Loyo Mayo     | Iván Molina Jairo Velasco          | 7-6, 6-7, 8-6     |         |
| 4  | 05-04-1976 | Nice International Championships, Nice              | GP World Series | 30 000 $  | Terre (ext.) | Patrice Dominguez François Jauffret | Wojtek Fibak Karl Meiler           | 6-4, 3-6, 6-3     |         |
| 5  | 28-03-1977 | Nice International, Nice                            | GP World Series | 50 000 $  | Terre (ext.) | Ion Țiriac Guillermo Vilas          | Chris Kachel Chris Lewis           | 6-4, 6-1          |         |
| 6  | 17-04-1978 | Montano-Snauwaert International Championships, Nice | GP World Series | 50 000 $  | Terre (ext.) | Patrice Dominguez François Jauffret | Jan Kodeš Tomáš Šmíd               | 6-4, 6-0          |         |
| 7  | 02-04-1979 | Nice International, Nice                            | GP World Series | 50 000 $  | Terre (ext.) | Paul McNamee Peter McNamara         | Pavel Složil Tomáš Šmíd            | 6-1, 3-6, 6-2     |         |
| 8  | 24-03-1980 | International Open Championships of Nice, Nice      | GP World Series | 50 000 $  | Terre (ext.) | Chris Delaney Kim Warwick           | Stanislav Birner Jiří Hřebec       | 6-4, 6-0          |         |
| 9  | 06-04-1981 | Donnay Open, Nice                                   | GP World Series | 50 000 $  | Terre (ext.) | Yannick Noah Pascal Portes          | Chris Lewis Pavel Složil           | 4-6, 6-3, 6-4     |         |
| 10 | 29-03-1982 | Tournoi International de la Ville de Nice, Nice     | GP World Series | 75 000 $  | Terre (ext.) | Henri Leconte Yannick Noah          | Paul McNamee Balázs Taróczy        | 5-7, 6-4, 6-3     |         |
| 11 | 21-03-1983 | Tournoi International de la Ville de Nice, Nice     | GP World Series | 75 000 $  | Terre (ext.) | Bernard Boileau Libor Pimek         | Bernard Fritz Jean-Louis Haillet   | 6-3, 6-4          |         |
| 12 | 09-04-1984 | International Open Championships,Nice, Nice         | GP World Series | 75 000 $  | Terre (ext.) | Jan Gunnarsson Michael Mortensen    | Hans Gildemeister Andrés Gómez     | 6-1, 7-5          |         |
| 13 | 08-04-1985 | Nice International Open, Nice                       | GP World Series | 80 000 $  | Terre (ext.) | Claudio Panatta Pavel Složil        | Loïc Courteau Guy Forget           | 3-6, 6-3, 8-6     |         |
| 14 | 14-04-1986 | International Open Championships of Nice, Nice      | GP World Series | 85 000 $  | Terre (ext.) | Jakob Hlasek Pavel Složil           | Gary Donnelly Colin Dowdeswell     | 6-3, 4-6, 11-9    |         |
| 15 | 13-04-1987 | Nice International Open, Nice                       | GP World Series | 89 400 $  | Terre (ext.) | Emilio Sánchez Sergio Casal         | Claudio Mezzadri Gianni Ocleppo    | 6-4, 6-3          |         |
| 16 | 11-04-1988 | Swatch Open, Nice                                   | GP World Series | 115 000 $ | Terre (ext.) | Henri Leconte Guy Forget            | Heinz Günthardt Diego Nargiso      | 4-6, 6-3, 6-4     |         |
| 17 | 17-04-1989 | Swatch Open, Nice                                   | GP World Series | 140 000 $ | Terre (ext.) | Ricki Osterthun Udo Riglewski       | Heinz Günthardt Balázs Taróczy     | 7-6, 6-7, 6-1     |         |
| 18 | 16-04-1990 | Philips Open, Nice                                  | World Series    | 225 000 $ | Terre (ext.) | Alberto Mancini Yannick Noah        | Marcelo Filippini Horst Skoff      | 6-4, 7-6          |         |
| 19 | 15-04-1991 | Philips Open, Nice                                  | World Series    | 225 000 $ | Terre (ext.) | Rikard Bergh Jan Gunnarsson         | Vojtěch Flégl Nicklas Utgren       | 6-4, 4-6, 6-3     |         |
| 20 | 13-04-1992 | Philips Open, Nice                                  | World Series    | 235 000 $ | Terre (ext.) | Patrick Galbraith Scott Melville    | Pieter Aldrich Danie Visser        | 6-1, 3-6, 6-4     |         |
| 21 | 12-04-1993 | Philips Open, Nice                                  | World Series    | 275 000 $ | Terre (ext.) | David Macpherson Laurie Warder      | Shelby Cannon Scott Melville       | 3-4, ab.          |         |
| 22 | 11-04-1994 | Philips Open, Nice                                  | World Series    | 288 750 $ | Terre (ext.) | Javier Sánchez Mark Woodforde       | Hendrik Jan Davids Piet Norval     | 7-5, 6-3          |         |
| 23 | 17-04-1995 | World Series Philips Open, Nice                     | World Series    | 303 000 $ | Terre (ext.) | Cyril Suk Daniel Vacek              | Luke Jensen David Wheaton          | 3-6, 7-6, 7-6     |         |
| 24 | 13-04-1998 | BPCA Open de Nice, Nice                             | Challenger      | 100 000 $ | Terre (ext.) | Devin Bowen Mariano Hood            | Mariano Puerta André Sá            | 7-5, 6-3, 6-4     |         |
| 25 | 12-04-1999 | Open de Nice, Nice                                  | Challenger      | 100 000 $ | Terre (ext.) | Martín García Sebastián Prieto      | Tomáš Cibulec Leoš Friedl          | 7-6, 6-4          |         |
| 26 | 16-05-2010 | Open de Nice Côte d'Azur, Nice                      | ATP 250         | 398 250 € | Terre (ext.) | Marcelo Melo Bruno Soares           | Rohan Bopanna Aisam-Ul-Haq Qureshi | 1-6, 6-3, 7-5     | Tableau |
| 27 | 15-05-2011 | Open de Nice Côte d'Azur, Nice                      | ATP 250         | 398 250 € | Terre (ext.) | Eric Butorac Jean-Julien Rojer      | Santiago González David Marrero    | 6-3, 6-4          | Tableau |
| 28 | 20-05-2012 | Open de Nice Côte d'Azur, Nice                      | ATP 250         | 398 250 € | Terre (ext.) | Bob Bryan Mike Bryan                | Oliver Marach Filip Polášek        | 7-65, 6-3         | Tableau |
| 29 | 19-05-2013 | Open de Nice Côte d'Azur, Nice                      | ATP 250         | 410 200 € | Terre (ext.) | Johan Brunström Raven Klaasen       | Juan Sebastián Cabal Robert Farah  | 6-3, 6-2          | Tableau |
| 30 | 19-05-2014 | Open de Nice Côte d'Azur, Nice                      | ATP 250         | 426 605 € | Terre (ext.) | Martin Kližan Philipp Oswald        | Rohan Bopanna Aisam-Ul-Haq Qureshi | 6-2, 6-0          | Tableau |
| 31 | 17-05-2015 | Open de Nice Côte d'Azur, Nice                      | ATP 250         | 439 405 € | Terre (ext.) | Mate Pavić Michael Venus            | Jean-Julien Rojer Horia Tecău      | 7-64, 2-6, [10-8] | Tableau |
| 32 | 15-05-2016 | Open de Nice Côte d'Azur, Nice                      | ATP 250         | 463 520 € | Terre (ext.) | Juan Sebastián Cabal Robert Farah   | Mate Pavić Michael Venus           | 4-6, 6-4, [10-8]  | Tableau |

## Palmarès dames

### Simple
| No       | Date       | Nom et lieu du tournoi   | Catégorie      | Dotation       | Surface         | Vainqueure      | Finaliste              | Score          |                |
| -------- | ---------- | ------------------------ | -------------- | -------------- | --------------- | --------------- | ---------------------- | -------------- | -------------- |
| 1        | 03-04-1961 | Nice International, Nice |                | NC             | Terre (ext.)    | Margaret Smith  | Florence de la Courtie | 9-7, 6-4       | Tableau        |
|          | 1962-1967  | Pas de tournoi           | Pas de tournoi | Pas de tournoi | Pas de tournoi  | Pas de tournoi  | Pas de tournoi         | Pas de tournoi | Pas de tournoi |
| Ère Open |            |                          |                |                |                 |                 |                        |                |                |
|          | 1968-1987  | Pas de tournoi           | Pas de tournoi | Pas de tournoi | Pas de tournoi  | Pas de tournoi  | Pas de tournoi         | Pas de tournoi | Pas de tournoi |
| 2        | 11-07-1988 | Nice Open, Nice          | Tier V         | 100 000 $      | Terre (ext.)    | Sandra Cecchini | Nathalie Tauziat       | 7-5, 6-4       | Tableau        |
|          | 1989-2000  | Pas de tournoi           | Pas de tournoi | Pas de tournoi | Pas de tournoi  | Pas de tournoi  | Pas de tournoi         | Pas de tournoi | Pas de tournoi |
| 3        | 12-02-2001 | Terazura Open, Nice      | Tier II        | 565 000 $      | Moquette (int.) | Amélie Mauresmo | Magdalena Maleeva      | 6-2, 6-0       | Tableau        |

### Double
| No       | Date       | Nom et lieu du tournoi  | Catégorie      | Dotation       | Surface         | Vainqueures                       | Finalistes                           | Score          |                |
| -------- | ---------- | ----------------------- | -------------- | -------------- | --------------- | --------------------------------- | ------------------------------------ | -------------- | -------------- |
| 1        | 03-04-1961 | Nice International Nice |                | NC             | Terre (ext.)    | Margaret Smith Lesley Turner      | Margaret Hellyer Christiane Mercelis | 6-3, 6-1       | Tableau        |
|          | 1962-1967  | Pas de tournoi          | Pas de tournoi | Pas de tournoi | Pas de tournoi  | Pas de tournoi                    | Pas de tournoi                       | Pas de tournoi | Pas de tournoi |
| Ère Open |            |                         |                |                |                 |                                   |                                      |                |                |
|          | 1968-1987  | Pas de tournoi          | Pas de tournoi | Pas de tournoi | Pas de tournoi  | Pas de tournoi                    | Pas de tournoi                       | Pas de tournoi | Pas de tournoi |
| 2        | 11-07-1988 | Nice Open Nice          | Tier V         | 100 000 $      | Terre (ext.)    | Catherine Suire Catherine Tanvier | Isabelle Demongeot Nathalie Tauziat  | 6-4, 4-6, 6-2  | Tableau        |
|          | 1989-2000  | Pas de tournoi          | Pas de tournoi | Pas de tournoi | Pas de tournoi  | Pas de tournoi                    | Pas de tournoi                       | Pas de tournoi | Pas de tournoi |
| 3        | 12-02-2001 | Terazura Open Nice      | Tier II        | 565 000 $      | Moquette (int.) | Émilie Loit Anne-Gaëlle Sidot     | Kimberly Po Nathalie Tauziat         | 1-6, 6-2, 6-0  | Tableau        |

## Palmarès mixte
| No | Date       | Nom et lieu du tournoi  | Catégorie | Dotation | Surface      | Vainqueures                   | Finalistes | Score |         |
| -- | ---------- | ----------------------- | --------- | -------- | ------------ | ----------------------------- | ---------- | ----- | ------- |
| 1  | 03-04-1961 | Nice International Nice |           | NC       | Terre (ext.) | Margaret Smith Gardnar Mulloy | NC         | NC    | Tableau |